# Rathaus Blankenburg

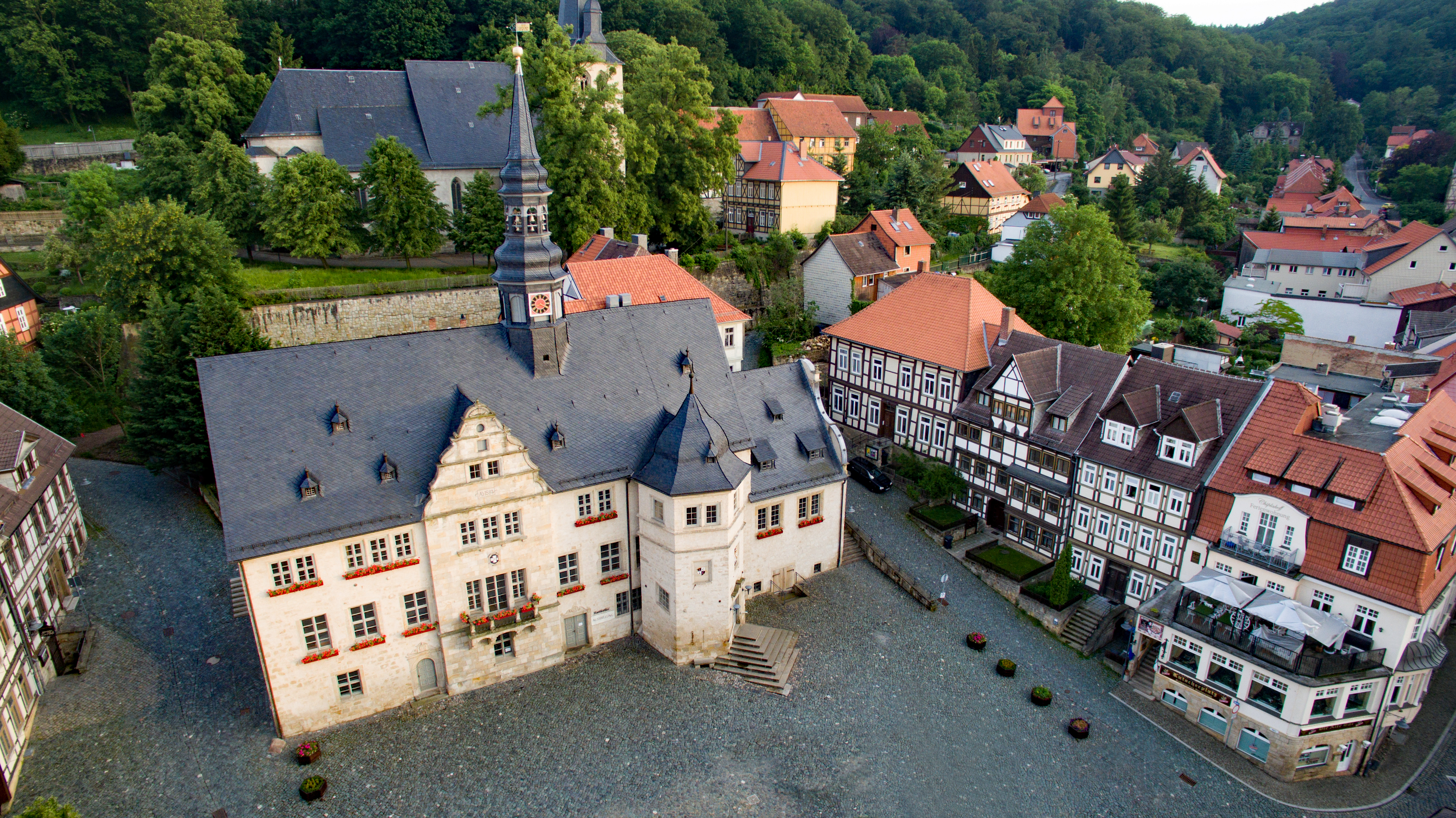
Luftaufnahme 2016

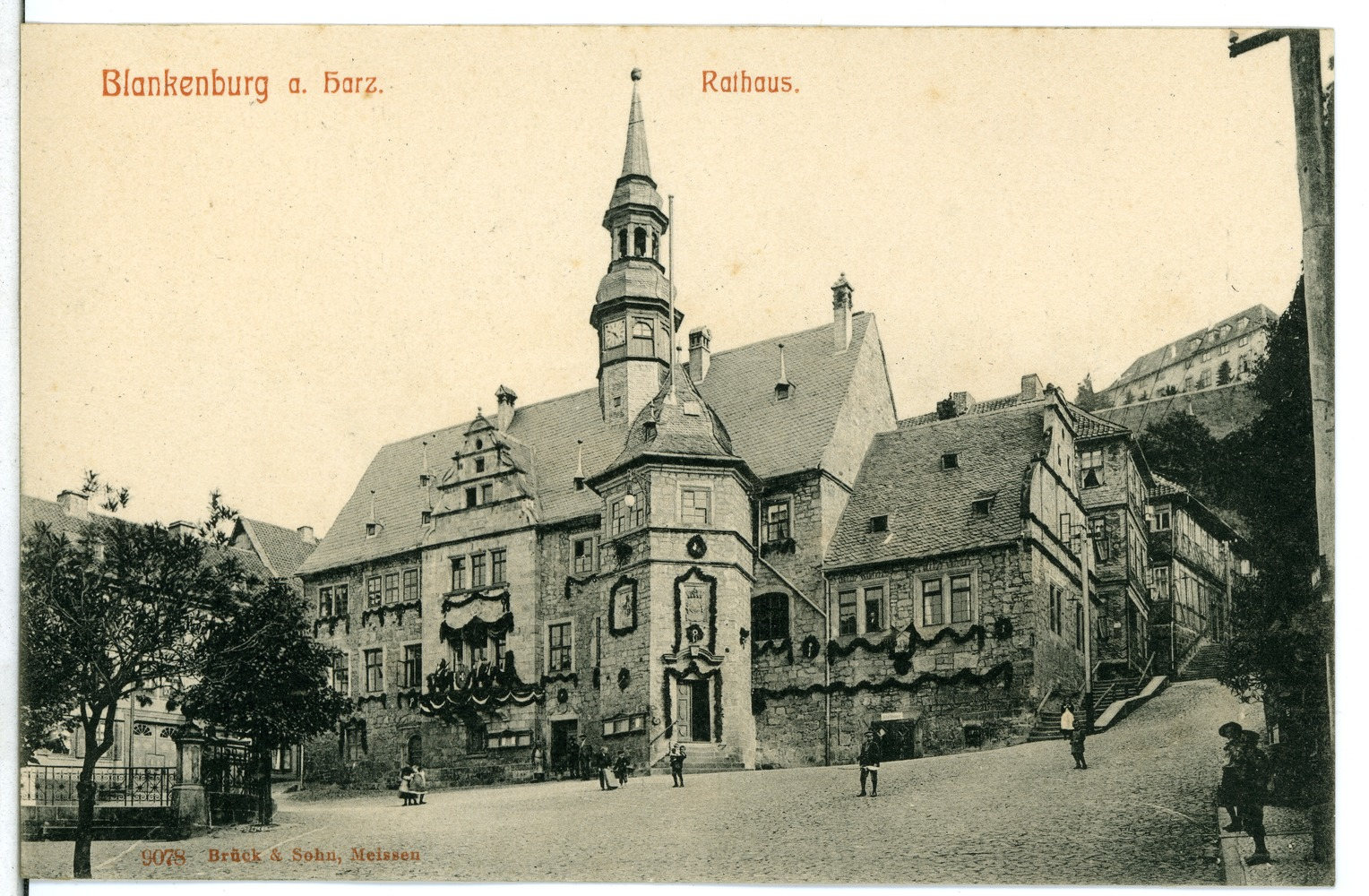
1907

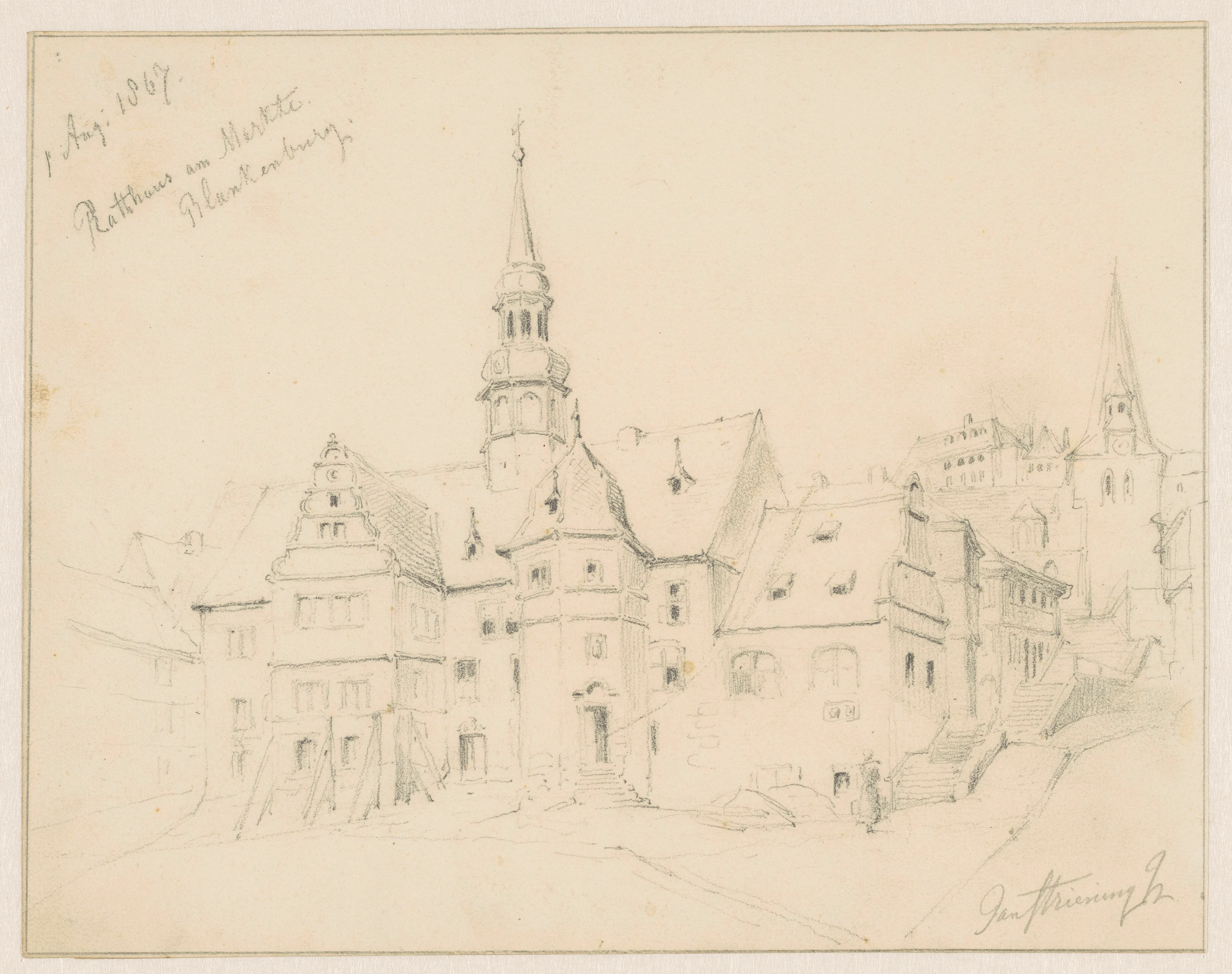
Zeichnung des Rathauses vom niederländischer Maler Jan Striening von 1867 noch mit baufälligem, hervorspringenden Mittelrisalit, das drei Jahre später entfernt wurde.

Das Rathaus Blankenburg ist das Rathaus der Stadt Blankenburg (Harz) in Sachsen-Anhalt.

## Lage
Es befindet sich auf der Südseite des Marktplatzes der Stadt an der Adresse Markt 8 am Hang des Schlossbergs.

## Architektur und Geschichte
Das Gebäude geht in seinem Kern auf das Mittelalter zurück. Am Übergang vom Treppenturm zum ersten Obergeschoss ist ein mit Stabwerk im Stil der Spätgotik versehenes Sitznischenportal erhalten.
Im 16. Jahrhundert erfolgten Umbauten und Erweiterungen des Hauses. 1546 wurde auf der rechten Seite der dem Markt zugewandten Seite ein großer Treppenturm auf fünfeckigem Grundriss gebaut. In der Zeit ab 1577 fanden große Erweiterungen statt. So entstanden die heute noch erhaltenen zum Markt führenden Portale im Stil der Renaissance. Auch die Fenster des Rathauses stammen zum Teil noch aus dieser Zeit. An das Gebäude wurde ein deutlich hervortretender Risalit angefügt. In den Jahren 1583 und 1584 stockte man das Rathaus um das zweite Obergeschoss auf. Auf der Westseite des Gebäudes wurde vermutlich Anfang des 17. Jahrhunderts ein kleiner Anbau angefügt, dessen Westfassade mit einem Schweifgiebel versehen ist. Auf den Rundungen des Schweifgiebels sind kleine Kugeln platziert.
1734 kam es zu einem erneuten Umbau. Auf diesen geht das Portal des Turms sowie ein Teil der Fenster zurück. Der das Rathaus bekrönende Dachreiter wurde 1738 aufgesetzt. Im Inneren befindet sich ein mit einer barocken Balkendecke versehener Saal. 
Erst 1869 wurde das Kreisgericht aus dem Rathaus verlegt, so dass es wieder ganz der Stadt dienen konnte. Das stark hervorspringe Mitelrisalit wurde 1870 wegen Baufälligkeit wieder entfernt und durch den heutigen flachen Risaliten ersetzt. Im gleichen Zuge wurden wohl auch die Fenster des westlichen Anbaus wieder im Renaissancestil umgestaltet.
In den Jahren 1999 und 2000 erfolgte eine Restaurierung des heute unverputzten Rathauses.
Im örtlichen Denkmalverzeichnis ist das Rathaus unter der Erfassungsnummer 094 01782 als Baudenkmal verzeichnet.